# Шестилетний план (Польша)
Шестилетний план (пол. Plan sześcioletni); (1950—1955) был вторым, после трёхлетнего плана (1947—1949), государственным планом в Польской Народной Республике. Был в основном сконцентрирован на развитии сектора тяжелой промышленности.

## Политическая обстановка
В 1950 году в польском правительстве преобладали сторонники жёсткой линии сталинизма, такие как Хилари Минц. Более либеральные экономисты, ответственные за разработку трехлетнего плана, более не влияли на политику страны. Шестилетний план, выдвинутый с целью привести экономику Польши в соответствии с советской экономикой, был сосредоточен на развитии тяжелой промышленности. План был принят Сеймом 21 июля 1950 года. Позднее он неоднократно изменялся, однако так никогда и не был полностью выполнен. 
Народ Польши заплатил высокую цену за плохо продуманную и резкую индустриализацию. Уровень жизни населения снизился, поскольку инвестиции в других отраслях экономики, как, к примеру, строительство, были урезаны. В сельском хозяйстве продвигалась идея коллективизации, что вызывало протесты польских фермеров. План черпал идеи из аналогичные советских планов и основывался на определенных советских принципах, таких как централизованное планирование экономики, ограничение так называемых «капиталистических элементов» и тесное сотрудничество с другими государствами Восточного блока. Новые микрорайоны строились в больших городах, привлекая жителей перенаселённых деревень. В то же время, однако, баланс между предложением и спросом на рынке пошатнулся. Нехватка основных продуктов стала обычным делом. В результате этого в начале 1950-х годов была вновь введена политика нормирования. 

## Реализация
Достижением шестилетнего плана было быстрое развитие тяжелой промышленности. Среди прочих, главными объектами инвестиций стали:
- Алюминиевый завод в Скавине,
- Химический завод в Освенциме,
- Обувная фабрика в Новы-Тарг,
- Стальной комбинат им. Ленина в районе Нова Хута,
- Варшавский сталелитейный завод,
- ФСО Варшава,
- Гданьская судоверфь,
- Шецинская верфь.

Что же касается других сфер польской экономики, как то сфера услуг и пищевая промышленность, то они по-прежнему оставались недостаточно развиты, поскольку государственные средства были в основном направлены на строительство верфей, металлургических заводов, химических комбинатов и автомобильных заводов.